# 두버사리

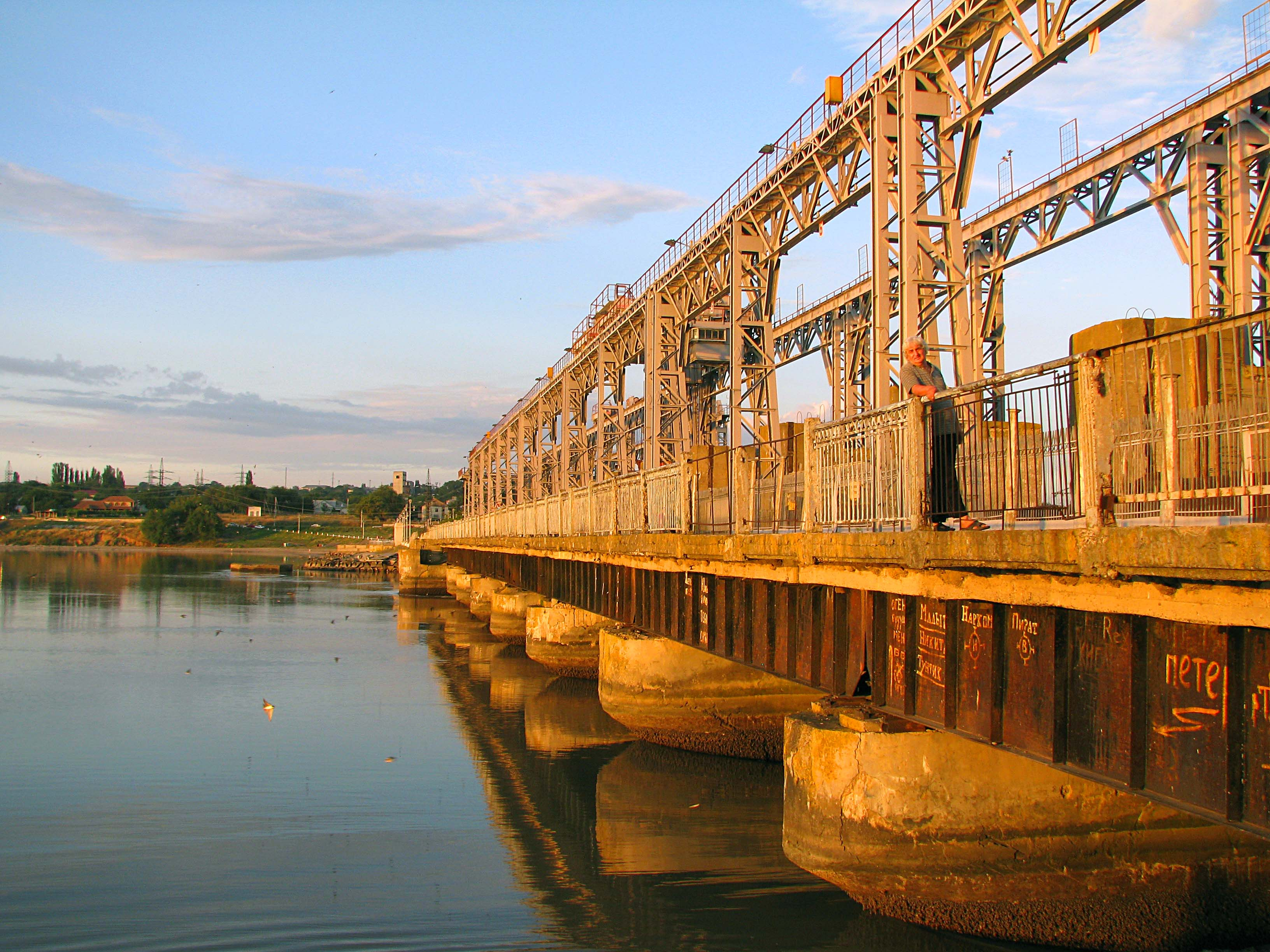
두버사리 수력발전소

두버사리(루마니아어: Дубэсарь/Dubăsari, 러시아어: Дубоссары 두보사리[*])는 트란스니스트리아에 있는 도시로 인구는 25,714명(2010년)이다. 두보사르스키군의 중심지이다. 두버사리라는 이름의 의미는 ‘뱃사공’이라는 뜻으로 타타르어로 노란 봉을 뜻하는 ‘Tembosary’에서 유래되었다.
두버사리는 몰도바에서 가장 오래된 도시 가운데 하나이다. 석기 시대에 사용된 오래된 유물이 발견되었다. 1951년~1954년에 걸쳐 두버사리 댐과 두버사리 저수지가 건설되었다. 트란스니스트리아 전쟁(1990년~1992년) 때는 격전이 벌어졌고, 도시의 경제는 크게 파괴되었다. 2015년에 트란스니스트리아에서 두 번째로 군사영예도시(Город воинской славы) 칭호를 받았다.
드네스트르강(니스트루강) 좌안에 위치한 트란스니스트리아의 다른 도시와는 다르게 그리고리오폴과 함께 몰도바인(루마니아인)이 가장 많은 인구 비중을 차지하며, 우크라이나인과 러시아인이 그 다음으로 큰 민족이다.